# Mubarak Ghanim
Mubarak Ghanim Mubarak (arabe : مبارك غنيم) (né le 3 décembre 1963) est un joueur de football international émirati, qui évoluait au poste de défenseur.
Son frère, Khalil Ghanim, était également footballeur.

## Biographie

### Carrière en sélection
Avec l'équipe des Émirats arabes unis, il figure dans le groupe des sélectionnés lors de la Coupe du monde de 1990 (sans jouer de matchs).
Il dispute également les Coupes d'Asie des nations de 1984 et de 1988.
Il joue enfin 11 matchs comptant pour les qualifications des coupes du monde 1986 et 1990.